# Иден, Барбара
Барбара Иден (англ. Barbara Eden, урождённая Барбара Джин Морхед (англ. Barbara Jean Morehead), род. 23 августа 1931) — американская актриса и певица. В школе она мечтала стать черлидиром, а позже решила заняться музыкальной карьерой. В 1951 году Иден стала лауреатом конкурса «Мисс Сан-Франциско». В 1956 году она дебютировала на телевидении, положив начало своей длинной и успешной телевизионной карьере.
На большом экране актриса впервые появилась в 1959 году в кинокартине «Частная афера», после чего снялась в фильмах «С террасы» (1960), «Пылающая звезда» (1960), «Путешествие на дно моря» (1961), «Чудесный мир братьев Гримм» (1962) и «Быстрее, давай поженимся» (1964). Наибольшего успеха она достигла в 1965 году, получив главную роль в телесериале «Я мечтаю о Джинни», которую она исполняла последующие пять лет. В дальнейшем она появлялась во многих сериалах и телефильмах, среди которых «Правосудие Берка», «Даллас» и «Сабрина — маленькая ведьма». В 1988 году актрисе была присвоена звезда на Голливудской аллее славы за её вклад в телевидение.
В 2005 году в сериале «Американские мечты» Барбару Иден сыграла Пэрис Хилтон.

## Личная жизнь
С 1958 по 1974 год была замужем за актёром Майклом Ансара. У них родился один ребёнок. С 1977 по 1983 год была замужем за Чарльзом Дональдом Фегертом. В 1991 году вышла замуж за архитектора Джона Эйхольца.